# Iḥrām
Iḥrām (in arabo إحرام‎?) è un termine arabo legato al Hajj, tanto da dare il significato di "veste cerimoniale del hajj" al pellegrino che adempie questo pilastro dell'Islam.

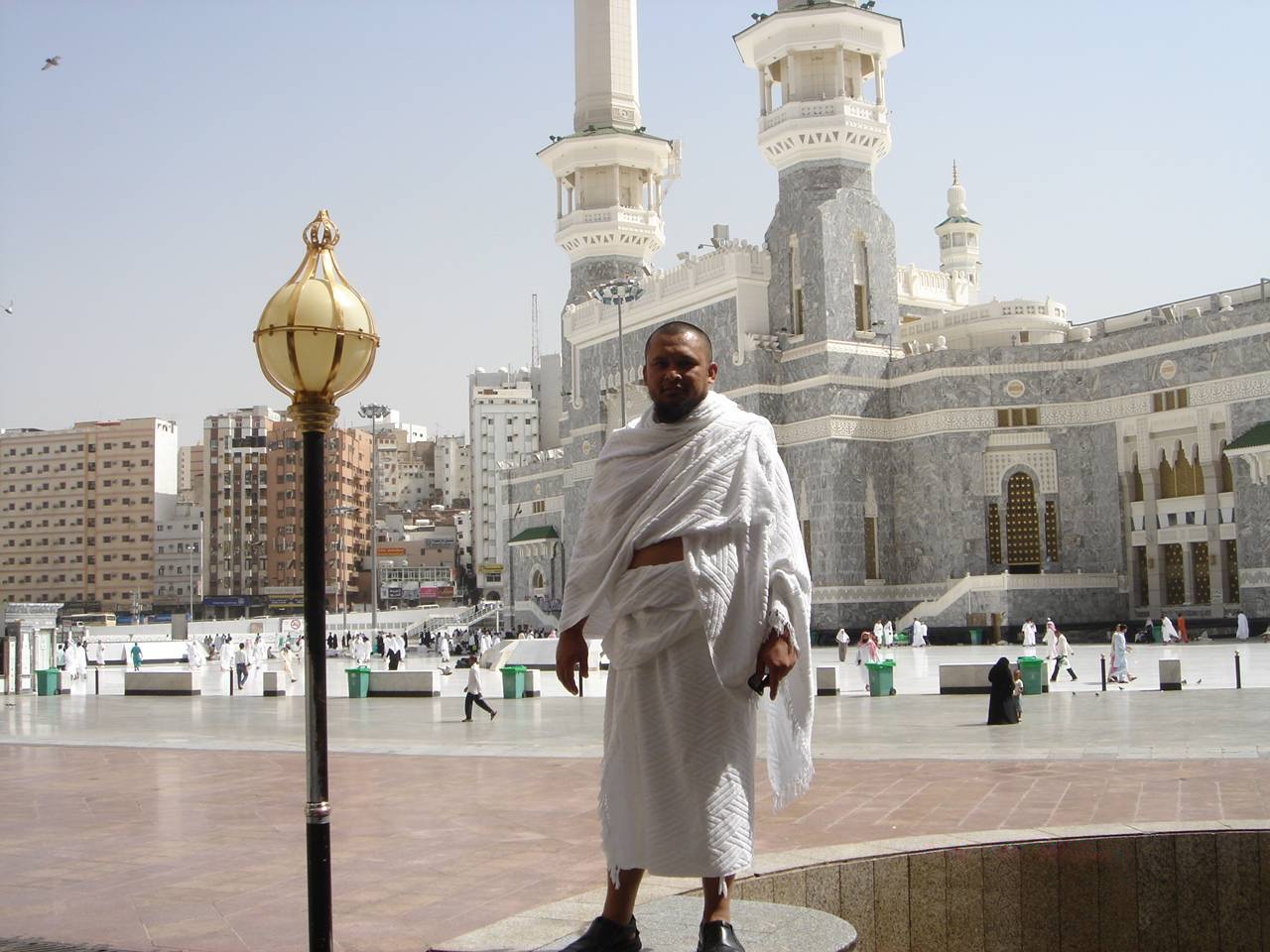
Pellegrino vestito ritualmente in occasione di una ʿumra.

Durante il pellegrinaggio islamico, il fedele deve trovarsi in stato di purità rituale ossia di iḥrām]: stato di consacrazione cerimoniale, o "sacralizzazione" (iḥlāl), sottolineato dall'impiego di due appositi pezzi di stoffa, nuovi e senza cuciture, di norma di colore bianco per simbolizzare la purezza della propria coscienza. Il pezzo destinato a  cingere i fianchi si chiama izār, mentre quello che coprirà parzialmente il torso si chiama ridāʾ.
Per raggiungere questo stato, il pellegrino deve sottoporsi al lavacro previsto (ghusl) e a una precisa igiene di vita e comportamentale.
Gli uomini devono inoltre indossare i due pezzi di stoffa anzidetti, in modo tale da lasciare nudo e libero nei movimenti il braccio destro. Inoltre la testa e il viso non devono essere coperti.

Le donne hanno il diritto di portare loro abiti che coprano tutto il corpo, lasciando tuttavia scoperte le mani e il viso.

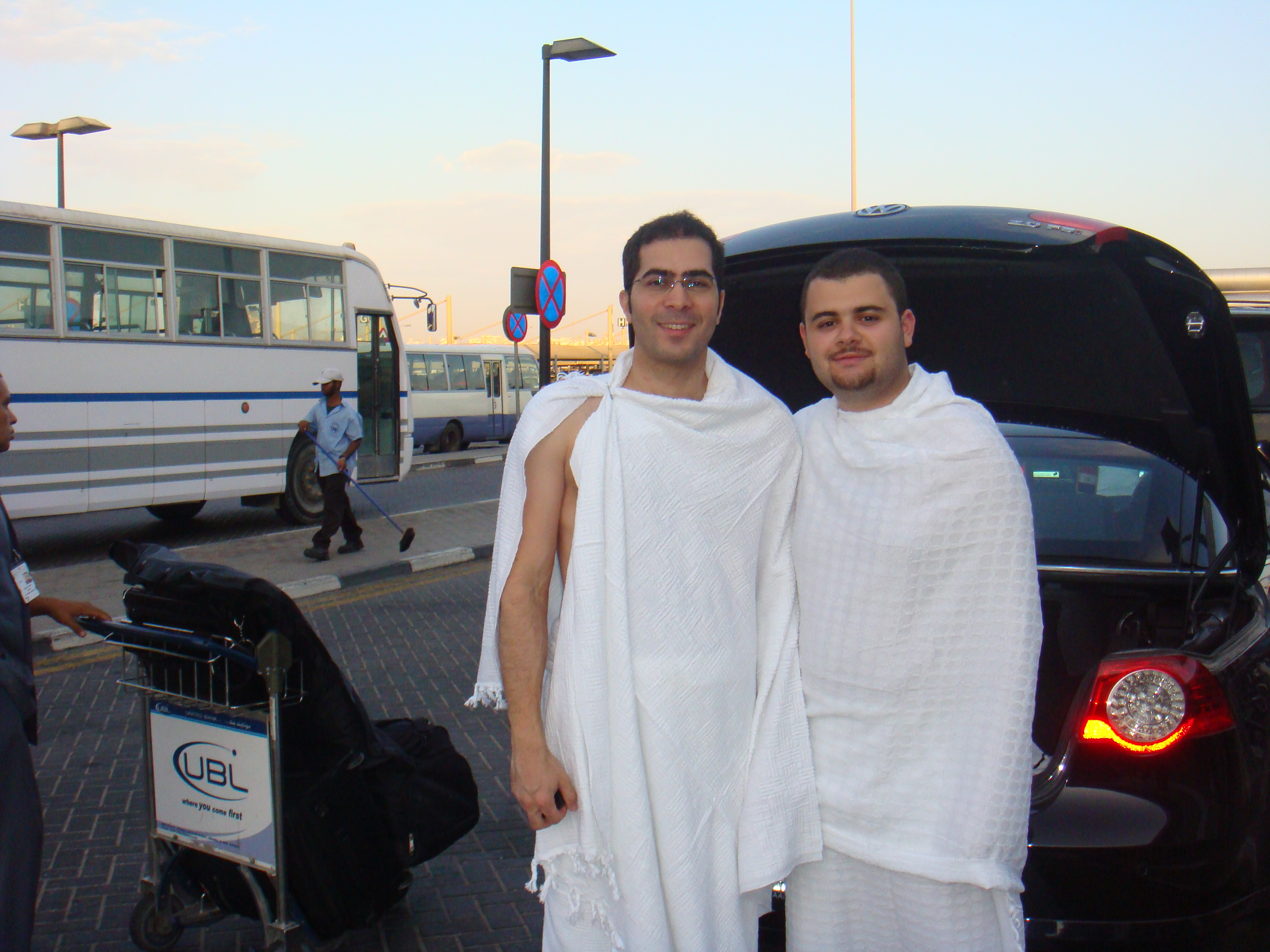
Due pellegrini in abito da pellegrinaggio.

Durante il periodo di sacralizzazione sono vietati:
- Contrarre matrimonio o avanzare la proposta di matrimonio.
- Correre o partecipare a gare di corsa.
- Coprire la testa (per gli uomini).
- Tagliare i capelli e le unghie.
- Usare profumi.
- Andare a caccia.[1]

Al termine del pellegrinaggio e per uscire dallo stato di sacralizzazione, il pellegrino (uomo) dovrà tagliarsi i capelli o radersi il cranio, mentre la donna potrà limitarsi a scorciare i capelli (taqsīr) o a tagliarsene appena tre. Il pellegrino dovrà inoltre dismettere le vesti del pellegrinaggio che saranno lavate e messe da parte per fungere da sudario a tempo debito.